# ルイス・ブルネット
ルイス・ブルネット（Luis Antonio Brunetto 1901年10月27日 - 1968年5月7日）は、アルゼンチンの陸上競技選手。主に三段跳で活躍した。
1924年に行われたパリオリンピックの三段跳で15m42を跳び、銀メダルを獲得している。